# 阿卡德語
阿卡德语（akkadû，URIKI ；或，lišānum akkadītum)）又名亞甲語或亚迦底語，是古代美索不达米亚地区使用的一种亚非语系闪族语言。作为已知最早的闪族语言，阿卡德语使用源于古苏美尔语的楔形文字书写。该语言得名于两河文明名城阿卡德。

## 概要
公元前30世纪，苏美尔人与阿卡德人间发展出紧密的文化共生，双语现象广泛存在。从大规模的词，到语法，形态和语音融合，苏美尔语对阿卡德语的影响在各方面均甚显著。这促使学者将第三千纪的苏美尔与阿卡德视为语言联盟。阿卡德语大约于公元前2800年作为专有名词出现于苏美尔人的文献中。自公元前第三十世纪后半期始，开始出现完全以阿卡德语书写的文献。成千上万的文本和文本片段逐步被发现，内容涵盖神话故事、法律文书、科学作品、书信和文本传统等诸多方面。到公元前两十世纪，该语言的两种变体（分别是亚述语与巴比伦语）在亚述与巴比伦使用。
阿卡德语曾充当古代近东的通用语长达数世纪。然而公元前八世纪左右它逐渐为阿拉米语边缘化，走向消亡。到希腊化时期，其使用范围主要限于学者与寺庙中的神职人员。阿卡德楔形文字文件最后出现于公元一世纪。

## 语言类属
阿卡德语与其他闪族语言均属亚非语系这一西亚-北非的本土语系。
在该语系内，阿卡德语与埃勃拉语构成东闪族语族。该语族特征是使用SOV语序，而西北与南闪族语言采用VSO或SVO语序。该语序的形成受同为SOV语序的苏美尔语的影响。
此外，阿卡德语还是唯一使用介词ina与ana的闪族语言。其他闪族语言如阿拉米语和阿拉伯语使用介词bi/bə与li/lə。阿卡德语空间介词的来源尚不明了。与绝大多数其他闪族语言相比，阿卡德语只有一个非咝擦音：ḫ [x]。阿卡德语失去了作为其他闪族语言特征的声门和咽擦音。直到古巴比伦时期，阿卡德语的齿擦音只是塞擦音。

## 历史与书写

### 书写

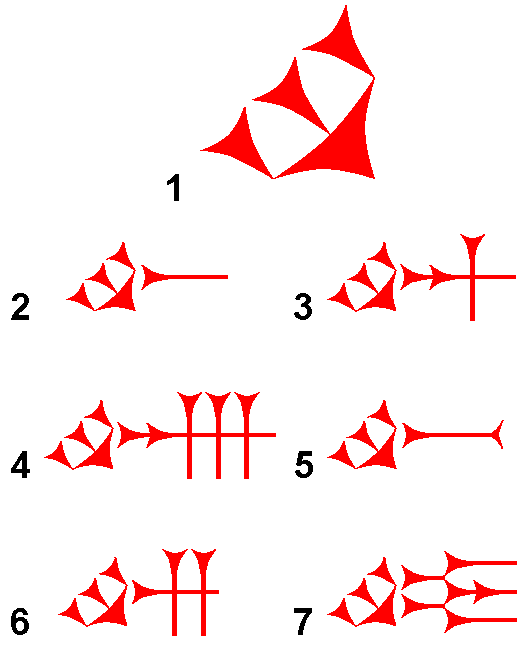
楔形文字（新亞述文）
（1 = 語素 （LG）“混合”/音素（SG）/ḫi/,
2 = LG "moat",
3 = SG /aʾ/,
4 = SG /aḫ/, /eḫ/, /iḫ/, /uḫ/,
5 = SG kam,
6 = SG im,
7 = SG bir)

古阿卡德语保存于早至公元前2600年的泥板上。它以从苏美尔人处学来、书写于湿泥板上的楔形文字书写。由阿卡德人抄写员使用的楔形文字可表示：一、苏美尔语简写（即代表完整词语的象形文字）；二、苏美尔语音节；三、阿卡德语音节；四、語音補助。然而，在阿卡德语中这种文字几乎完全成为一种表音符号，而楔形文字原有的语素文字的性质变得次要。但是“神”与“庙宇”等常用词的象形符号仍在使用。因此符号AN一方面可以表示是单词ilum（神）的象形文字，另一方面表示神Anu，甚至音节-an-。另外这个符号也被作为神名的限定词。這種借用文字的方式可以用日語借用漢字的方式類比。
楔形文字在很多方面不适应阿卡德语，其缺点包括无法表示闪族语言重要的音素，包括声门闭锁音，喉音与强势音。另外，楔形文字是辅音元音共同组成一个书写单位的音节书写系统，经常不适合有三联辅音词根的闪族语言。

### 发展
根据地理分布与历史时期，阿卡德语分为如下分支：
- 古阿卡德语，公元前2500年至1950年
- 古巴比伦语/古亚述语，公元前1950年至1530年
- 中巴比伦语/中亚述语，公元前1530至1000年
- 新巴比伦语/新亚述语，公元前1000-600年
- 晚期巴比伦语，公元前600 –公元100年

由萨尔贡建立的阿卡德帝国引入了书面的阿卡德语，为此采用了苏美尔的楔形文字正寫法。在中青铜时代（古亚述与古巴比伦时期），阿卡德语几乎取代了苏美尔语，而后者被认为在公元前18世纪作为活语言已经灭绝。
古阿卡德语使用到公元前20世紀中期，与巴比伦语和亚述语均不相同，最终被这些方言所取代 阿卡德語和将要成为主要方言的巴比伦语和亚述语是很容易区分的。古巴比伦语及与其紧密相关的马里阿卡德语（Mari，古代叙利亚城市，请勿与俄罗斯境内使用的马里语混淆），较之古亚述方言，显然与其远亲埃卜拉语更为革新。因此，像lu-prus（我将决定）这样的形式替代了较古老的la-prus首先进入巴比伦语（即便如此它仍比阿卡德语更为古老）。另一方面，亚述语也发展出一些新特征，譬如“亚述语元音和谐”（不能与土耳其语与芬兰语中的相等同）。埃卜拉语甚至更为古老，例如保留活跃的双数，随时、数、性衰减的关系代词。这些特性已于古巴比伦语中消失。
古巴比伦语是世界上最早的法典之一的汉谟拉比法典的语言。（参见乌尔那木法典.）
中巴比伦/中亚述语时期始自公元前16世纪。开始的标志是约公元前1550年加喜特人对巴比伦的入侵。统治了三百余年的加喜特人放弃了自己的语言改用阿卡德语，但对阿卡德语影响甚微。在中巴比伦语发展的巅峰时期，它曾是包括埃及的整个近东地区的书面外交语言。这期间来自西北闪族语言与胡利安语的大量借词进入阿卡德语，但这些词汇的使用限于阿卡德语地区的边缘。
中亚述语曾充当晚青铜时代（阿玛纳时代）古代近东大片地区的通用语。在新亚述帝国时期，新亚述语开始成为一种臣僚的语言，为古阿拉米语所边缘化。在阿黑门尼德统治下，阿拉米语继续繁荣，古亚述语持续衰落。古亚述语的最终灭亡发生在希腊化时期，此时它被以阿提喀方言为主的希腊共通语进一步边缘化，而新亚述语楔形文字则作为文学传统使用到了帕提亚时代。已知最晚的巴比伦语楔形文字泥版是公元75年的一份天文学文件。最后的亚述语文献则是公元3世纪的。一些阿卡德语词汇与许多人名保存在伊拉克、伊朗、叙利亚、土耳其的亚述民族所讲的现代亚述语（新阿拉米语）当中，留存至今。
古亚述语在公元前两千纪也有发展，但因为它是纯粹的大众语（国王以巴比伦语书写）导致罕有长文献保存至今。公元前1500年之后的亚述语被称为中亚述语。
公元前一千纪，阿卡德语通用语的地位逐渐丧失。起初，自公元前1000年左右，阿卡德语与阿拉米语地位相当，在文献的抄本中可发现：泥版使用阿卡德语，而书记员在纸莎草与皮革上用阿拉米语书写。这一时期后，形成新巴比伦语与新亚述语。当公元前8世纪亚述王国崛起为主要大国时，新亚述语更为流行，但完全以新亚述语书写的文献在公元前612年尼尼微陷落后十年内就消失了。
在波斯征服美索不达米亚，各王国终结后，仅以新巴比伦语形式存在的阿卡德语作为大众语言消失了。然而，该语言的书面形式仍然在使用，甚至在公元前4世纪亚历山大大帝率领希腊人入侵后，阿卡德语仍是书面语言的竞争者。但阿卡德语口语到此时很可能已消亡，至少极少使用。最晚可以认定的阿卡德语文献是公元一世纪的。

### 方言
下表給出迄今為止已經得到確認的阿卡德語方言：
| 方言       | 分佈地點                                                                                         |
| ---------- | ------------------------------------------------------------------------------------------------ |
| 亞述方言   | 兩河流域北部                                                                                     |
| 巴比倫方言 | 兩河流域中部及南部                                                                               |
| 馬里方言   | 幼發拉底河中游地區 (马里城附近地區)                                                              |
| 那巴達方言 | 敘利亞北部地區 (特爾·貝達爾遺址附近地區，該遺址的古名爲那巴達，在早王朝時代爲那伽爾控制下的城市) |

部分研究者（W. Sommerfeld 2003 等）認為，在早期文獻中被使用的古阿卡德語變體並不是後來的亞述方言與巴比倫方言的前身，而是一種在後來被兩者取代而消亡的早期獨立方言。
埃勃拉語有時會被視為另一種阿卡德語方言，但現在更多地把它考慮為一種獨立的東閃米特語言。

## 音系

### 輔音
下標表展示了由楔形文字書寫的阿卡德語所能分辨出來的輔音音位，其音值基於 Huehnergard 與 Woods  依照原始閃米特語音係的擬構。
|        |        | 唇音 | 齒音      | 硬腭音    | 軟腭音    | 喉音  |
| ------ | ------ | ---- | --------- | --------- | --------- | ----- |
| 鼻音   | 鼻音   | m    | n         |           |           |       |
| 塞音   | 清音   | p    | t         |           | k         | ʔ ⟨ʾ⟩ |
| 塞音   | 濁音   | b    | d         |           | ɡ         |       |
| 塞音   | 重讀音 |      | tʼ ⟨ṭ⟩    |           | kʼ ⟨q⟩    |       |
| 擦音   | 清音   |      | s ~ ʃ ⟨š⟩ | s ~ ʃ ⟨š⟩ | x ⟨ḫ⟩     |       |
| 擦音   | 濁音   |      |           |           | ɣ ~ ʁ ⟨r⟩ |       |
| 塞擦音 | 清音   |      | t͡s ⟨s⟩    |           |           |       |
| 塞擦音 | 濁音   |      | d͡z ⟨z⟩    |           |           |       |
| 塞擦音 | 重讀音 |      | t͡s’ ⟨ṣ⟩   |           |           |       |
| 近音   | 近音   |      | l         | j ⟨y⟩     | w         |       |

#### 擬構

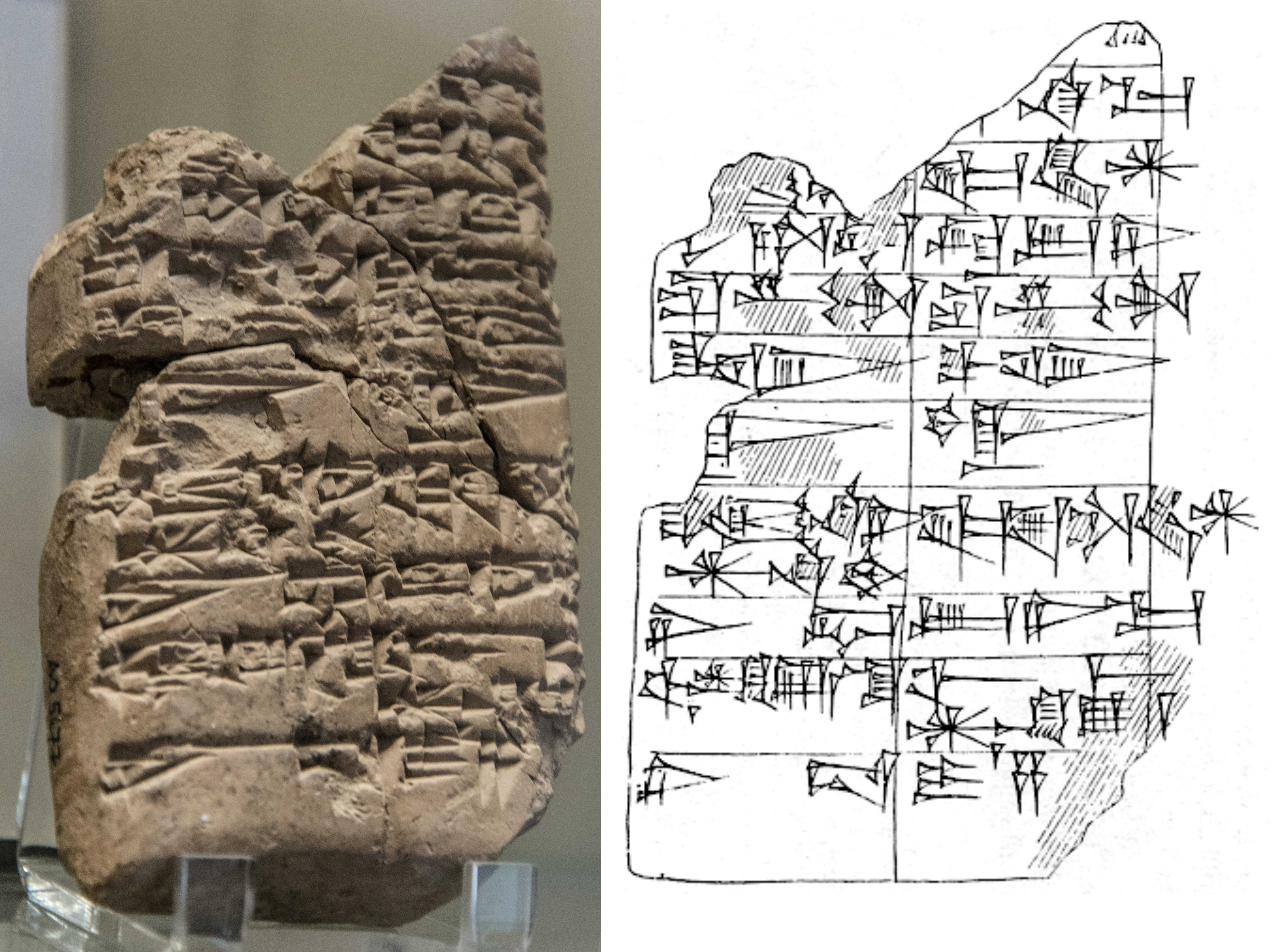
已知最早的蘇美爾-阿卡德語雙語對照的泥板文獻，瑞穆什時代。 盧浮宮 AO 5477. 頂部列爲蘇美爾語，底部列爲其阿卡德語翻譯。

阿卡德語的重輔音通常被擬構爲擠喉音，這是閃米特語言中重輔音最古老的形式 。證據之一是阿卡德語所遵循的格尔斯定律：一個阿卡德語詞彙中不會出現兩個重輔音，在從原始閃米特語到阿卡德語的演變中，具有雙重輔音的詞其中一個重輔音異化爲非重輔音。
對於咝音，傳統上把音位/š/擬構爲齒齦後音[ʃ]，而音位 /s/, /z/, /ṣ/ 被視為擦音；然而阿卡德語中出現的語音同化現象，例如當第三人稱陽性單數屬格後綴代詞 -šu 被綴加到 awat“話語”後時，將會形成 awassu “他的話語”的寫法，而不是傳統擬構所預期出現的同化形式 šš，顯示似乎音位 /s, ṣ/ 是一組清齒齦塞擦音 [t͡s t͡sʼ]、音位 /š/ 是清齒齦擦音 [s] 而音位 /z/ 是濁齒齦塞擦音或擦音 [d͡z~z]，由此前述的語音同化過程就可以自然被解釋爲 [awat+su] > [awatt͡su]，這種理論下對音位 *š 的一種替代轉寫是 *s̠。對該現象的另一種替代解釋是音位 [ʃ] 在該列中首先被其後的 [t] 所同化，形成 [ts] 的結構，隨後該結構簡化爲實際出現的 [ss]。
音位 /r/ 傳統上擬構爲顫音，但實際文獻中出現的其與音位 /ḫ/ 的交替暗示這可能是個軟腭（或小舌）擦音。在希臘化時代，阿卡德語的音位被轉寫為希臘語中的 ρ，這表明在該時代此音位的音值接近齿龈颤音（儘管希臘語也可能具有音位 ρ 讀作小舌顫音的方言變體）。

#### 與原始閃米特語的聯繫
數個原始閃米特語的音位在阿卡德語中丟失了。例如原始閃米特語所具有的*ʾ、*ʿ、*h與*ḥ，他們的消失在阿卡德語中造成音變，致使一個在原始閃米特語中不存在的元音音位 e 的出現；此外清齒齦邊擦音（*ś, *ṣ́）在阿卡德語中和在迦南語言中一樣與咝音混同，由此留下了阿卡德語擬構中出現的19個輔音音位。音位 /*ś/ 在古阿卡德語中保留的時間最長，儘管如此ta也常常與音位 /*š/ 混同。下述表格顯示了原始閃米特語中輔音音位與其後代語言阿卡德語（以古巴比倫時代爲例）、現代標準阿拉伯語、提比里安希伯來語輔音音位的聯繫：
| 原始閃米特語 | 阿卡德語 | 阿拉伯語 | 阿拉伯語 | 希伯來語 | 希伯來語 |
| ------------ | -------- | -------- | -------- | -------- | -------- |
| *b           | b        | ب        | b        | ב        | b        |
| *d           | d        | د        | d        | ד        | d        |
| *g           | g        | ج        | ǧ        | ג        | g        |
| *p           | p        | ف        | f        | פ        | p        |
| *t           | t        | ت        | t        | ת        | t        |
| *k           | k        | ك        | k        | כ        | k        |
| *ʾ           | (Ø)/ ʾ   | ء        | ʾ        | א        | ʾ        |
| *ṭ           | ṭ        | ط        | ṭ        | ט        | ṭ        |
| *ḳ           | q        | ق        | q        | ק        | q        |
| *ḏ           | z        | ذ        | ḏ        | ז        | z        |
| *z           | z        | ز        | z        | ז        | z        |
| *ṯ           | š        | ث        | ṯ        | שׁ        | š        |
| *š           | š        | س        | s        | שׁ        | š        |
| *ś           | š        | ش        | š        | שׂ        | ś        |
| *s           | s        | س        | s        | ס        | s        |
| *ṱ           | ṣ        | ظ        | ẓ        | צ        | ṣ        |
| *ṣ           | ṣ        | ص        | ṣ        | צ        | ṣ        |
| *ṣ́           | ṣ        | ض        | ḍ        | צ        | ṣ        |
| *ġ           | ḫ        | غ        | ġ        | ע        | ʿ [ʕ]    |
| *ʿ           | (e)      | ع        | ʿ [ʕ]    | ע        | ʿ [ʕ]    |
| *ḫ           | ḫ        | خ        | ḫ [x]    | ח        | ḥ        |
| *ḥ           | (e)      | ح        | ḥ [ħ]    | ח        | ḥ        |
| *h           | (Ø)      | ه        | h        | ה        | h        |
| *m           | m        | م        | m        | מ        | m        |
| *n           | n        | ن        | n        | נ        | n        |
| *r           | r        | ر        | r        | ר        | r        |
| *l           | l        | ل        | l        | ל        | l        |
| *w           | w        | و        | w        | ו י      | w y      |
| *y           | y        | ي        | y [j]    | י        | y        |
| 原始閃米特語 | 阿卡德語 | 阿拉伯語 | 阿拉伯語 | 希伯來語 | 希伯來語 |

1. 1 2  原始閃米特語中 Ø（零輔音）與音位 /h/、/ʾ/ 在阿卡德語中的唯一區別在於後兩者的脫落在阿卡德語中產生了了一個臨近的元音 *a 轉變為一個 /e/ 音色的元音的音變。例如：原始閃米特語 *ˈbaʿ(a)l-um “主” → 阿卡德語 bēlu(m) （Dolgopolsky 1999，第35頁）.

### 元音
|    | 前 | 央 | 後 |
| -- | -- | -- | -- |
| 閉 | i  |    | u  |
| 中 | e  |    |    |
| 開 |    | a  |    |

此外，多數研究者假定存在著後中元音/o/，但是楔形文字沒有給出證明。
所有輔音和元音都有長和短兩種出現形式，在撰寫時長元音加上長音符（ā, ē, ī, ū）表示。這種區別是音位上的，并用於文法中，比如 iprusu（“他所決定的”）和  iprusū（“（過去時）他們決定了”）。此外如果長元音是由元音縮合形成的，則在轉寫時常使用揚抑符（â, ê, î, û）表示以示區分。一般而言縮合長元音的音值由第二個元音決定，除了a與i的縮合會給出ê；

### 重音
對阿卡德語重音結構的擬構仍有爭議，儘管有幾個重要的特征，例如元音省略的規則、一些可能表示特定元音重音的楔形文字書寫規律已被認知。但是要得到一個確切的重音規律仍有很長的路要走。
Huenergard (2005:3-4) 宣稱阿卡德語的重音是完全可以預測的，在他的理論中，阿卡德語存在三種不同的重音結構：輕音節（音節結構爲 V 或 CV）、重音節（音節結構爲 CVC、CV̄ 或 CV̂）以及超重音節（音節結構爲 CV̂C）。一個阿卡德語詞彙，如果尾音節是超重音節，那他就是尾重音的，除此以外的詞重音在其最後一個非末尾重音節上；如果該詞彙只有輕音節，那他就是首重音的。
另一個已知的阿卡德語語音規則是元音的最簡規則：詞幹尾音節的短元音（可能是非重音的）會脫落。例如基本含義爲“決定”的詞根 PRS 的動詞形容詞形式 PaRiS-，其陽性單數主格形式爲 PaRSum（源自 *PaRiS-um 脫落詞幹尾音節），而其陰性單數主格形式爲PaRiStum（源自 *PaRiS-at-um 脫落詞幹尾音節）。

## 語法
阿卡德語屬於語序SOV、修飾詞後置的屈折語，其名詞與動詞具有複雜的曲折變化。

### 詞法

#### 詞根
阿卡德語的多數詞根具有三輔音結構，少數具有四輔音結構。在轉寫時通常將這些代表詞根的輔音用大寫字母表示，而代表衍生和語法結構的中綴、後綴、前綴則用小寫字母以示區分。通常情況下阿卡德語以詞根來表示詞彙的基本含義，而輔音詞根間的不同元音組合給出不同的衍生含義，部分情況下詞根的輔音結構也會發生改變（通常以輔音雙寫的形式出現）。
阿卡德語中輔音ʔ, w, j與n被稱為“弱輔音”，當他們作為詞根時會發生一些不規則變化。

#### 名詞詞法

##### 格，數與性
阿卡德語具有三個語法數（單數、雙數與複數）與三個語法格（主格、賓格與屬格）。但雙數即使在很早期的文獻中也非常少見，且常常與成對的東西聯繫在一起（例如眼睛、耳朵），且形容詞也沒有雙數形式。在雙數與複數情況下，阿卡德語的名詞-形容詞合併為一個單獨的間接格。
與阿拉伯語不同而與希伯來語相似的是，阿卡德語只有以複數詞尾構成的簡單複數形式而沒有由元音變化形成的複雜的破碎複數。與所有的閃米特語言類似，部分阿卡德語陽性詞彙具有一個陰性複數詞尾（在阿卡德語中是“-āt”）。
阿卡德語中的陰性詞幹多數由後綴 “-at” 所標記，這是其繼承自原始閃米特語的特征，但是由於原始閃米特語中輔音 *ʿ,*ḥ, *ġ（有時還有 *h）的丟失，在丟失的輔音後方發生了元音a變為e的音變，致使部分陰性詞幹的後綴 “-at” 轉變為 “-et”。
阿卡德語名詞、形容詞的變格詞尾如下：
|            | 名詞 (陽性) | 名詞 (陰性) | 形容詞 (陽性) | 形容詞 (陰性) |
| ---------- | ----------- | ----------- | ------------- | ------------- |
| 主格單數   | -um         | -at-um      | -um           | -at-um        |
| 屬格單數   | -im         | -at-im      | -im           | -at-im        |
| 賓格單數   | -am         | -at-am      | -am           | -at-am        |
| 主格雙數   | -ān         | -at-ān      |               |               |
| 間接格雙數 | -īn         | -at-īn      |               |               |
| 主格複數   | -ū          | -āt-um      | -ūt-um        | -āt-um        |
| 間接格複數 | -ī          | -āt-im      | -ūt-im        | -āt-im        |

可以看到名詞與形容詞詞尾的區別僅僅出現在陽性複數上。在將這些詞尾具體加在名詞、形容詞詞幹上時，還要注意某些音規：
- 在不出現三輔音連綴的情況下，詞幹尾音節的短元音趨於滑落；
- 在出現三輔音連綴的情況下，詞幹尾的雙元音間插入一個短元音，該短元音的音值與前一個元音保持一致；
- 詞幹尾出現弱輔音“ʼ”的情況時（在楔形文字書寫時表現爲詞幹以元音結尾），該弱輔音脫落，詞幹尾元音與詞尾首元音縮合爲縮合長元音；
- 詞幹出現弱輔音“n”的情況時，當弱輔音“n”與其他輔音連綴時，“n”被其後的輔音同化。

以名詞詞幹šarr-“王（規則變化）”、il-“神（有元音脫落）”、nār-“河（不含詞尾“-at”的陰性詞）”、bēl-“主（陰性變格包含元音變化）”、rubāʼ-“王公（詞幹以弱輔音“ʼ”結尾）”與 šanat-“年（詞幹含弱輔音“n”且有元音脫落）”為例，阿卡德語名詞變格的情況如下表：
|            | šarr-“王（陽性）” | šarrat-“后（陰性）” | il-“神（陽性）” | ilat-“女神（陰性）” | bēlet- “主（陰性）” | nār-“河（陰性）” | rubāʼ-“王公 (陰性)” | šanat- “年(陰性)” |
| ---------- | ----------------- | ------------------- | --------------- | ------------------- | ------------------- | ---------------- | ------------------- | ----------------- |
| 主格單數   | šarrum            | šarratum            | ilum            | iltum               | bēletum             | nārum            | rubûm               | šattum            |
| 屬格單數   | šarrim            | šarratim            | ilim            | iltim               | bēletim             | nārim            | rubêm               | šattim            |
| 賓格單數   | šarram            | šarratam            | ilam            | iltam               | bēletam             | nāram            | rubâm               | šattam            |
| 主格雙數   | šarrān            | šarratān            | ilān            | iltān               | bēletān             | nārān            | rubân               | šattān            |
| 間接格雙數 | šarrīn            | šarratīn            | ilīn            | iltīn               | bēletīm             | nārīn            | rubên               | šattīn            |
| 主格複數   | šarrū             | šarrātum            | ilū             | ilātum              | bēlētum             | nārātum          | rubû                | šanātum           |
| 間接格複數 | šarrī             | šarrātim            | ilī             | ilātim              | bēlētim             | nārātim          | rubî                | šanātim           |

此外，在古巴比倫時期，除了這三個語法格以外，還有地點格與向格兩個格出現：在後期的發展史中，該兩格被“介詞+屬格名詞”的形式取代：
- 地點格：以詞尾“-um”標記，後期為“介詞 ina+屬格名詞”的形式取代；
- 向格：以詞尾“-iš”標記，後期為“介詞 ana+屬格名詞”的形式取代。

古巴比倫時代過後，名詞、形容詞詞尾的音素“-m”與“-n”趨於脫落。更晚的時代里這些格詞尾進一步趨於合併，在新巴比倫時代部分情況下名詞、形容詞的變格甚至消失了。

##### 名詞的態
與多數閃米特語類似，阿卡德語名詞具有不同的名詞態，用以區分其在句法中的使用情況。阿卡德語擁有原態（status rectus）、絕對態（status absolutus）與結構態（status constructus）三種態：
- 原態：在句子中獨立出現承擔語法結構，有格詞尾；
- 絕對態：用於名詞句，或出現在某些特殊組合中，無格詞尾；
- 結構態：構成從屬結構詞組中的屬詞，一般無格詞尾。

###### 絕對態
絕對態由原態去掉格詞尾（有時陰性詞尾的輔音t也脫落）構成。它出現在名詞句中表示謂詞部分。例如：
(1) awīl-um šū šarrāq
| awīl-um               | šū                    | šū                    | šū                    | šarrāq.     |
| 男人 (陽性主格，原態) | 他 (第三人稱單數代詞) | 他 (第三人稱單數代詞) | 他 (第三人稱單數代詞) | 賊 (絕對態) |

譯: 這個男人是個賊。
(2) šarrum lā šanān
| šarr-um             | lā         | lā         | lā         | šanān.                    |
| 王 (陽性主格，原態) | (否定副詞) | (否定副詞) | (否定副詞) | 匹敵 (動詞不定式, 絕對態) |

譯: 無可匹敵的王。
此外絕對態還出現在一些特殊組合中，例如表示數詞、長度重量容積等單位或某些特殊詞組中。 由無詞尾的名詞詞幹（有時陰性詞幹尾的輔音t也脫落）直接構成。它出現在名詞句中表示謂詞部分。例如：
(3) ana dār
| ana           | dār.          | dār.          | dār.          |
| 爲；至 (介詞) | 永恆 (絕對態) | 永恆 (絕對態) | 永恆 (絕對態) |

譯: 永遠。
(4) zikār u sinniš
| zikār       | u        | u        | u        | sinniš.     |
| 男 (絕對態) | 和(連詞) | 和(連詞) | 和(連詞) | 女 (絕對態) |

譯: 男女。

###### 結構態
結構態在不同情況其形式略有變化，主要區分位於屬格名詞前與位於屬格代詞後綴前兩種情況:
在屬格名詞前，結構態由原態的名詞去掉詞尾的-m、-n以及短元音構成，若形成超短詞幹（包括弱輔音只含兩個輔音）或詞尾出現輔音簇，則有：
- 超短詞幹詞幹，在詞尾加上元音-i，例如：id-um → id-i“上肢”；
- 多音節以雙輔音結尾、其中尾輔音爲-t，或單音節以疊輔音結尾，在詞尾加上元音-i，例如：niditt-um → niditt-i“禮物”、ṭupp-um → ṭuppi“泥板”；
- 多音節以疊輔音結尾的陽性詞幹，去掉一個詞尾輔音，例如：kunukk-um → kunuk“滾印”；
- 單音節以雙輔音結尾、其中尾輔音爲-t的陰性詞，在末尾的-t前加元音a，或在詞尾綴加元音-i或-a，例如：šubt-um → šubat“居所”、qīšt-um → qīšta或qīšti“（神）賜”；
- 單音節以其他輔音簇結尾，在輔音簇間插入與詞幹元音相同的元音；如果這個輔音簇是由於原本詞幹在綴加詞尾時去掉短元音形成的，則將被去掉的短元音加回，例如：mahr-um → mahar“前”、（šakin- →）šakn-um → šakin“官員”；
- 部分不規則詞，例如：šarr-um → šar“王”。

在屬格代詞後綴前，結構態由原態的名詞去掉詞尾的-m、-n構成，此外：
- 對超短詞幹，保留詞尾所有長短元音，例如：ab-um → abu-šu“他的父（主格）”、ab-am → aba-šu“他的父（賓格）”；
- 多音節以-t結尾的陰性名詞，或以疊輔音結尾的主賓格名詞，在詞尾加上元音-a，例如：ṭupp-um → ṭuppa-šu“他的泥板”；
- 單數主賓格名詞去掉詞尾短元音，複數則保留短元音；單數及陰性屬格保留短元音，例如：māt-um （→ *māt-šu）→ mās-su“他的國（主賓格）”、mātāt-um → mātātu-šu“他的諸國（主賓格）”、bel-im → beli-šu“他的主（屬格）”。

結構態參與構成屬格結構。例如：
(5) mār šarr-im
| mār         | šarr-im       |
| 子 (結構態) | 王 (屬格單數) |

譯: 王之子。
(6)māri-šu
| māri-šu                                 |
| 子 (結構態) + 他 (第三人稱屬格代詞後綴) |

譯: 他之子。
除去這些直接構成的屬格結構，阿卡德語也可以利用介詞“ša”間接構成屬格結構，此時所屬名詞處於原態。例如以下兩例：
(7) šakin ālim
| šakin           | āl-im           |
| 統治者 (結構態) | 城市 (屬格單數) |

譯: 城市的統治者。
(8) šaknum ša ālim
| šakn-um                 | ša         | ša         | ša         | āl-im.          |
| 統治者 (原態, 主格單數) | (從屬介詞) | (從屬介詞) | (從屬介詞) | 城市 (屬格單數) |

譯: 城市的統治者。

#### 動詞詞法

##### 動詞的體
阿卡德語動詞有六種限定动词的動詞體：過去體、完成體、現在體、祈使體、懇求體與vetitive；以及三種非限定形式：不定式、分詞與動詞形容詞。

## 外部連結
- Akkadian Language Samples （页面存档备份，存于）
- A detailed introduction to Akkadian
- Sample pages of Introductory Assyrian Grammar by Samuel A B Mercer
- Akkadian-English-French Online Dictionary
- Old Babylonian Text Corpus (includes dictionary) （页面存档备份，存于）
- The Assyrian Dictionary of the Oriental Institute of the University of Chicago (CAD) （页面存档备份，存于）
- Old Akkadian Writing and Grammar, by I. J. Gelb (1952) （页面存档备份，存于）
- Glossary of Old Akkadian, by I. J. Gelb (1957) （页面存档备份，存于）